# Sonnjochgruppe
Die Sonnjochgruppe ist eine der kleineren Gebirgsgruppen im Karwendel. Der Gebirgskamm erstreckt sich über eine Länge von sieben Kilometern. Benannt ist die Gruppe nach dem höchsten und dominierenden Bergmassiv des Sonnjochs (2457 m ü. A.). Sie liegt östlich der Gamsjochgruppe und erstreckt sich vom Westlichen Lamsenjoch (1940 m ü. A.), das die Hinterautal-Vomper-Kette mit der Sonnjochgruppe verbindet, in nordöstlicher Richtung bis zum Feilkopf westlich von Pertisau. Eingefasst wird die Gruppe dabei durch das Enger Tal mit dem Großen Ahornboden im Westen, durch das Gerntal im Nordosten und durch das Falzthurntal im Süden bzw. Südosten. Charakteristisch ist der steil abfallende und enge Einschnitt des Bärenlahner Sattel (1994 m ü. A.) zwischen Sonnjoch und Schaufelspitze.
Für Touren in der Sonnjochgruppe bieten sich die Eng, die Lamsenjochhütte, die Gramaialm (1263 m ü. A.) im Falzthurntal und die Plumsjochhütte als Stützpunkte an. Aus dem Gerntal – Mautstraße von Pertisau – ist der Feilkopf über die Feilalm (mit Jausenstation Feilalm) leicht zu erreichen.
Wichtige Gipfel (von Südwesten nach Nordosten)
- Hahnkampl (2080 m ü. A.)
- Sonnjoch (2457 m ü. A.)
- Schaufelspitze (2306 m ü. A.)
- Bettlerkarspitze (2268 m ü. A.)
- Falzthurnjoch (2150 m ü. A.)
- Feilkopf (1562 m ü. A.)